# Levenius Lorrebos
Levenius "Lor" Lorrebos (Engels: Mundungus "Dung" Fletcher) is een figuur uit de serie boeken rond Harry Potter van de Engelse schrijfster Joanne Rowling.
Levenius is een nogal gedrongen persoon met kromme beentjes. Hij is vaak ongeschoren en ruikt naar drank en tabak. Hij heeft meestal een rafelige overjas aan.
Levenius is een lid van de Orde van de Feniks. In boek vijf wordt hij geïntroduceerd. Daar blijkt al dat hij wel aan de goede kant staat, maar eigenlijk ook een kleine crimineel is die overal probeert 'winst' te maken. Toen in het vijfde boek Harry Potter werd aangevallen door Dementors, kwam dat onder andere doordat Levenius hem gesmeerd was voor een lading gestolen ketels, terwijl hij eigenlijk Harry moest bewaken.
Ook werd hij in het zesde boek erop betrapt eigendommen van het huis van Zwarts illegaal te verkopen. Dit terwijl Harry Potter erfgenaam is van het huis en zijn eigendommen na de dood van Sirius Zwarts. Uiteindelijk werd hij opgepakt voor het imiteren van een Necroot tijdens een overval.

## Laatste boek
In het zevende boek komt Lorrebos samen met twaalf anderen Harry Potter ophalen bij de Duffelingen om hem te escorteren naar een veilige plek. Hij neemt als een van de zes dubbelgangers van Harry Potter ook Wisseldrank in en gaat met Alastor Dolleman mee. Meteen na het opstijgen komen ze in de hinderlaag van de Dooddoeners terecht. Dolleman wordt vermoord en Lorrebos verdwijnselt snel weg.
Later wil Harry dat Knijster Lorrebos gaat zoeken, omdat hij nog een Gruzielement in zijn bezit zou kunnen hebben. Als Knijster na drie dagen terugkomt met Lorrebos, vertelt hij dat deze ingenomen is door Dorothea Omber.

## Voetnoot
1. ↑  Opgemerkt wordt in Harry Potter en de Orde van de Feniks, dat Levenius uit de Zwijnskop werd gegooid, 20 jaar vóór 1995
2. ↑  Dit wordt duidelijk in het zesde deel, wanneer Firminus Nigellus Lorrebos een schurftige halfbloed noemt nadat hij erachter kwam dat die spullen heeft gestolen uit Grimboudplein 12.